# Catacumba da Villa Torlonia
Catacumba da Villa Torlonia é uma das catacumbas subterrâneas judaicas descobertas na Villa Torlonia em 1918. A entrada fica na altura do número 70 da Via Nomentana, no quartiere Nomentana de Roma.

## História
As pesquisas arqueológicas prosseguiram por doze anos a partir do ano da descoberta. A estrutura possuía duas entradas diferenteas, das quais uma de frente para a Via Siracusa e uma outra no interior da Villa Torlonia. Elas se estendiam por mais de 13 000 m² e remontam aos séculos II e III, com os últimos sepultamentos provavelmente no século V. Relevante é a quase uma centena de inscrições e também de alguns raros afrescos dos clássicos símbolos do judaísmo. Esta catacumba não está aberta ao público por causa da instabilidade da estrutura e da presença de gases tóxicos, como radônio, hélio e anidrido carbônico.
O patrimônio recuperado durante as escavações resultou numa importante documentação que permitiu que os estudiosos compreendessem a organização da comunidade judaica de Roma durante o período imperial, organizada à volta de pelo menos onze sinagogas. Novas escavações em 1973 levaram à descoberta de uma segunda catacumba ligada à primeira.
A administração da catacumba era responsabilidade do Vaticano pelos termos do Tratado de Latrão (1929), mas foi devolvida ao estado italiano em 1984.